# سرزمین امید
سرزمین امید (به ژاپنی: 希望の国 Kibō no Kuni) فیلمی است که در سال ۲۰۱۲ اکران شد. از بازیگران آن می‌توان به جون موراکامی، ایسائو ناتسویاگی، و دندن اشاره کرد.